# Bissagoseilanden
De Bissagoseilanden of Bijagós Archipelago zijn een groep van 21 hoofdeilanden en nog vele kleinere in de Atlantische Oceaan. Ze maken deel uit van Guinee-Bissau. In totaal bestaan de Bissagoseilanden uit 81 eilanden.
Tot op de dag van vandaag zijn maar 20 van de eilanden bewoond en de andere hebben heel kleine bevolkingsaantallen. De zuidelijke eilanden zijn nu natuurreservaten. In 1996 is de gehele archipel verklaard tot Unesco Biosfeerreservaat. De eilanden Bubaque, Bolama en Caravela zijn het meest bewoond en worden vaak bezocht door toeristen.
De Bijagós Archipelago werd in juli 2025 tijdens de 47e sessie van de Commissie voor het Werelderfgoed in Parijs erkend als UNESCO natuur-werelderfgoed en onder de titel "Kust- en mariene ecosystemen van de Bijagós Archipel – Omatí Minhô" aan de werelderfgoedlijst toegevoegd. De erfgoedsite werd erkend en beschermd omvat deze een aaneengesloten reeks kust- en mariene ecosystemen bevat, die overeenkomen met de mariene en intergetijdenomgevingen van de best bewaarde en ecologisch waardevolle gebieden van de Bijagós-archipel in Guinee-Bissau. Het is de enige en een van de weinige ter wereld die een actieve delta-archipel is aan de Atlantische kust van Afrika. De site herbergt een rijke biodiversiteit, waaronder de bedreigde groene en lederschildpadden, zeekoeien, dolfijnen en meer dan 870.000 trekkende kustvogels. Het omvat mangroven, slikken en intergetijdengebieden die van fundamenteel belang zijn voor het zeeleven en is de thuisbasis van zeldzame plantensoorten, diverse vissen en groepen vogels. Het eilandje Poilão is een van de belangrijkste broedplaatsen voor zeeschildpadden over de hele wereld.

## Fauna
Op de eilanden komen verschillende zoogdieren, reptielen, vogels en vissen voor, waaronder zelfdzame soorten zoals de nijlkrokodil, nijlpaard, de Afrikaanse zeekoe en de tuimelaar. Ook komen groene zeeschildpadden op de eilanden hun eieren leggen.

## Oorspronkelijke bevolking
De oorspronkelijke bevolking van de eilanden waren leden van de Bidjogo of Bijjago. In hun religie gebruiken de Bidjogo verschillende realistische, zoömorfe maskers. Elk hoort bij een bepaalde leeftijdsgroep en markeert de sociale status. De maskers worden gedragen door jongens en jonge mannen tijdens dansen rond de initiatie-fase, maar worden in de twintigste eeuw ook gebruikt bij herdenkingen en bij een bezoek van belangrijke personen. Het meest gebruikte masker is een helmmasker dat het hoofd volledig omsluit en heeft de vorm van het hoofd van een rund, maar er worden ook maskers gemaakt met als voorbeeld een zwaardvis, nijplaard, haaien of krokodillen. De Bidjogo onderscheiden vier types van het rundermasker:

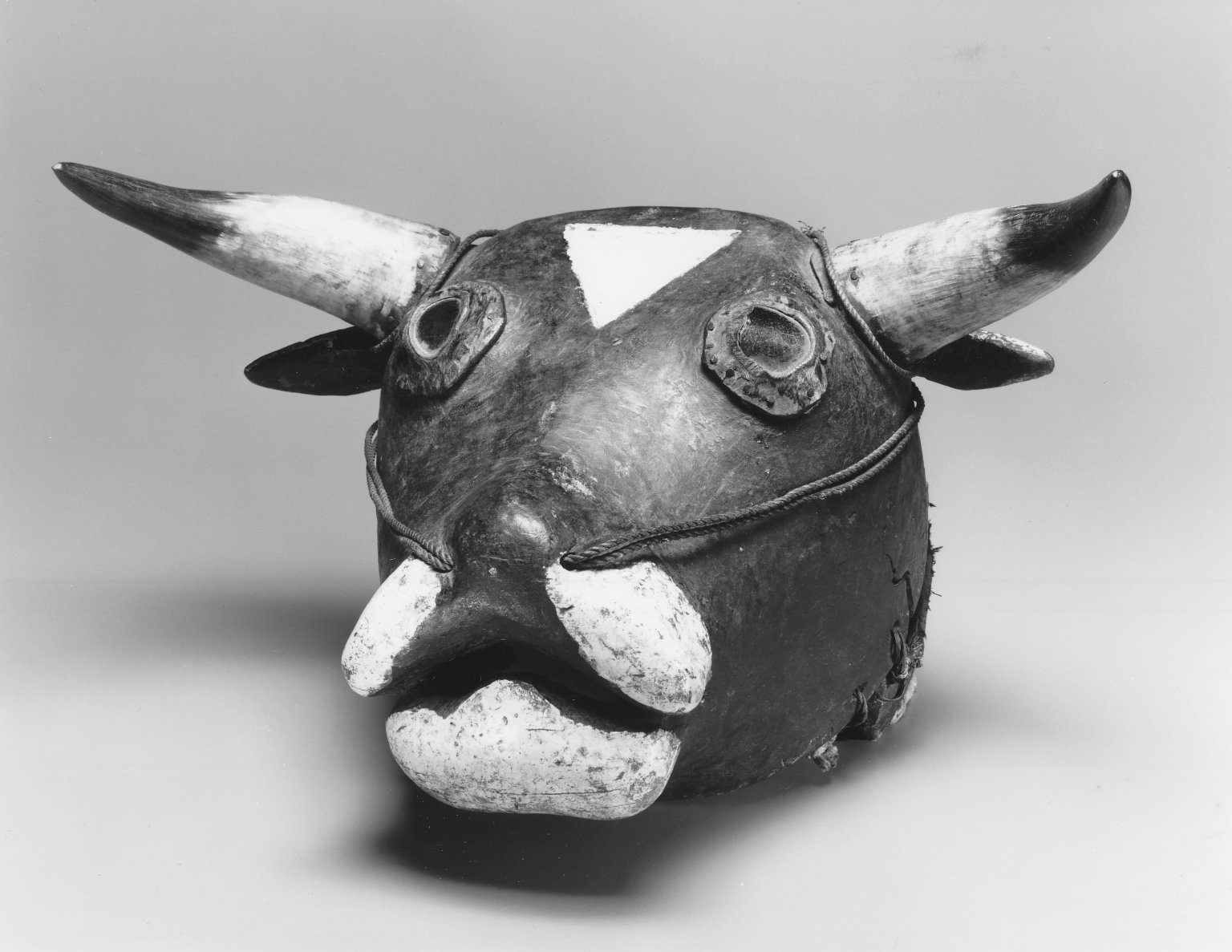
Een Dugn'be masker

- De gn'opara: gedragen door de twee jongste groepen. Het stelt een rund met lange horens voor, die in het bos leeft
- De dugn'be, gedragen door de derde jongensgroep stelt een gedomesticeerd rund voor, met doorboorde neusgaten met een touw erdoor heen. De hoorns zijn van een werkelijk rund afkomstig.[5] Het touw wordt tijdens een oudere man vastgehouden tijdens de dans, waarmee gesymboliseerd wordt dat de jongeling als het ware getemd moet worden. Na de initiatie in de volgende leeftijdsgroep wordt het masker niet meer gedragen.
- De essenie, gebruikt op de eilanden Formosa en Uno heeft een enorm hoofd met een rol vet rond de nek en soms een rode tong die uit de bek hangt. Het masker stelt een stier voor die getemd moet worden tijdens de initiatierite.
- De iare, een volledig houten masker dat waarschijnlijk een zeboe of een buffel voorstelt. Dit is de zeldzaamste van de vier types.

Het eiland Orango staat bekend om zijn bijzondere huwelijkstraditie, waar de vrouw de man formeel ten huwelijk vraagt. Vrouwen zijn daar ook verantwoordelijk voor het bouwen van de woningen.

## Runderen en slavenhandel
Het belang van het rund voor het Bidjogo-volk dateert uit de 15e eeuw. Het rund werd door Portugese zeelieden op de eilanden geïntroduceerd. In de twee volgende eeuwen stalen oorlogvoerende dorpen de koeien van elkaar, terwijl bezoekende handelaren de runderen leenden op krediet. Daarbij floreerde hier ook de slavenhandel, waardoor sociale en politieke spanningen ontstonden.
Toen in het midden van de 19e eeuw Franse zeelieden een schuld niet wilden terugbetalen, namen de Bidjogo hen gevangen. Frankrijk sloeg terug door de bewoners van Caravela aan te vallen, waarbij bijna alle dorpen tot de grond toe werden afgebrand. De Fransen dwongen ten slotte de koning om een verdrag te tekenen. Later die eeuw werden de eilanden door Portugal gekoloniseerd. In 1974 werd Guinee-Bissau onafhankelijk en werden de eilanden onderdeel van dat land.

## Eilanden
De 21 meest bekende en grote eilanden zijn:
- Bolama
- Bubaque
- Canogo
- Carache
- Caravela
- Eguba
- Enu
- Formosa
- Galinhas
- João Vieira
- Meio
- Meneque
- Orango
- Orangozinho
- Ponta
- Roxa
- Rubane
- Soga
- Unhocomo
- Uno
- Uracane